# June và Jennifer Gibbons
June và Jennifer Gibbons là một cặp song sinh lớn lên ở Wales. Khi còn nhỏ, June và Jennifer được gọi là "cặp song sinh trầm lặng" bởi hai chị em luôn bên nhau không rời và từ chối nói chuyện với mọi người.
Ngay từ nhỏ họ đã "tổ chức" những nghi lễ kỳ lạ để quyết định ai là người được thức dậy trước vào buổi sáng hay ai là người được thở trước. Trước khi người được chọn thức dậy hay thở, người kia không được làm gì hết.
Một ngày nọ, June và Jennifer nói rằng một trong hai chị em sẽ không còn sống tới lúc ra viện. Vào ngày hai chị em được chuyển tới  bệnh viện tuyến dưới, Jennifer đột ngột qua đời, nguyên nhân là một biến động hiếm gặp ở tim mà chưa bao giờ được giải thích cặn kẽ.

## Xuất hiện trong văn hóa đại chúng
- Jon Amiel, The Silent Twins (1985)
- Lucie Brock-Broido, "Elective Mutes Lưu trữ ngày 21 tháng 5 năm 2015 tại Wayback Machine", a poem with June as narrator. In A Hunger (Knopf, 2005) ISBN 0-394-75852-8.
- Vanessa Walters, Double Take (drama)
- Radiohole, None of It: More Or Less Hudson's Bay, Again
- Manic Street Preachers, "Tsunami" On This Is My Truth—Tell Me Yours
- Luke Haines, "Discomania" on The Oliver Twist Manifesto
- Picture Frame Seduction, " Forgotten Daughters" (1984 track on Hand of the Rider written for the Jon Amiel film The Silent Twins)
- Dog and Pony Theater, Chicago, The Twins Would Like To Say, written and directed by Seth Bockley and Devon de Mayo.
- Speechless, a play by Linda Brogan & Polly Teale, produced at the Arcola Theatre, London, 2011
- The twins were an inspiration for the Kurt Vonnegut novel Slapstick, in which the main character grew up as one of a set of twins who only spoke to each other for most of their childhood and adolescents.[cần dẫn nguồn]
- The double album The Powers That B by hip-hop band Death Grips references the twins thematically.

## Sách tham khảo
- Oliver Sacks, Bound Together in Fantasy and Crime New York Times review of The Silent Twins, ngày 19 tháng 10 năm 1986.
- Jennifer Gibbons, 29, 'Silent Twin' of a Study Announcement of Jennifer's death in the New York Times, ngày 12 tháng 3 năm 1993.
- de Angelis, April (ngày 28 tháng 6 năm 2007). "April de Angelis on troubled twins Jennifer and June Gibbons". The Guardian. London: GMG. ISSN 0261-3077. OCLC 60623878. Truy cập ngày 19 tháng 7 năm 2013.